# بلوتيوس ساليسينوس
بلوتيوس ساليسينوس هو فطر ذو لون رمادي ينمو على الخشب ويحتوي على سيلوسيبين، وهو مركب كيميائي يسبب الهلوسة البصرية والعقلية. ومن الآثار الجانبية لتناوله الغثيان ونوبات الهلع.